# Belgische wetgevende verkiezingen 1876
Gedeeltelijke wetgevende verkiezingen vonden plaats in België op dinsdag 13 juni 1876. 63 van de 124 Kamerzetels werden herverkozen, namelijk die in de provincies Antwerpen, Brabant, Luxemburg, Namen en West-Vlaanderen.
De liberale oppositie kon weinig winst boeken. De liberaal Alphonse Vandenpeereboom raakte in Ieper niet herverkozen; de katholiek Eugène Struye won.
Daarenboven vonden er buitengewone verkiezingen plaats:
- Samen met de gewone gedeeltelijke verkiezingen om een volksvertegenwoordiger voor het arrondissement Luik te kiezen ter vervanging van Clément Müller. Julien Warnant werd verkozen om hem op te volgen.
- Op 7 augustus 1876 om een volksvertegenwoordiger voor het arrondissement Leuven te kiezen na de dood van Edouard Wouters op 13 juli 1876. Emile De Becker werd verkozen om hem op te volgen.
- Op 7 september 1876 om een volksvertegenwoordiger voor het arrondissement Virton te kiezen ter vervanging van Albert de Briey. Charles Dubois werd verkozen om hem op te volgen.

## Verkozenen
- Kamer van volksvertegenwoordigers (samenstelling 1874-1878)